# Polyarchy: participation and opposition
Polyarchy: Participation and Opposition (Poliarhia: participare și opoziție)  este o carte publicată în 1971 de Robert Dahl, Sterling Professor la Universitatea Yale.

## Sumar
Într-un regim în care oponenții guvernării sunt împiedicați să se organizeze politic, astfel încât să poate candida în alegeri libere, care sunt condițiile care pot favoriza sau împiedica transformarea acestuia într-un regim politic în care acestea să fie posibile? Aceasta este întrebarea centrală a cărții lui Roberty Dahl. Mai precis, el încearcă să identifice factorii care cauzează creșterea sau descreșterea posibilităților de participare, respectiv opoziție.
Dahl adresează problema transformării, care nu permite oponenților guvernării să se organizeze legal și deschis ("hegemonii închise") în regimuri care permit acest fapt. Dahl oferă concluzii privind secvențele istorice, bazele economice, modelele culturale, credințele politice și gradul de independență față de controlul extern, care sunt esențiale în dezvoltarea unei poliarhii. De asemenea, sugerează strategii de transformare a hegemoniilor.
Experiența politică americană este tratată incidental. Iar pentru o înțelegere mai bună a fenomenului democratic american, pot fi citite de asemenea "Who governs?", "Pluralist democracy" și "After the revolution".  